# Juego de las Estrellas de la Major League Soccer 2003

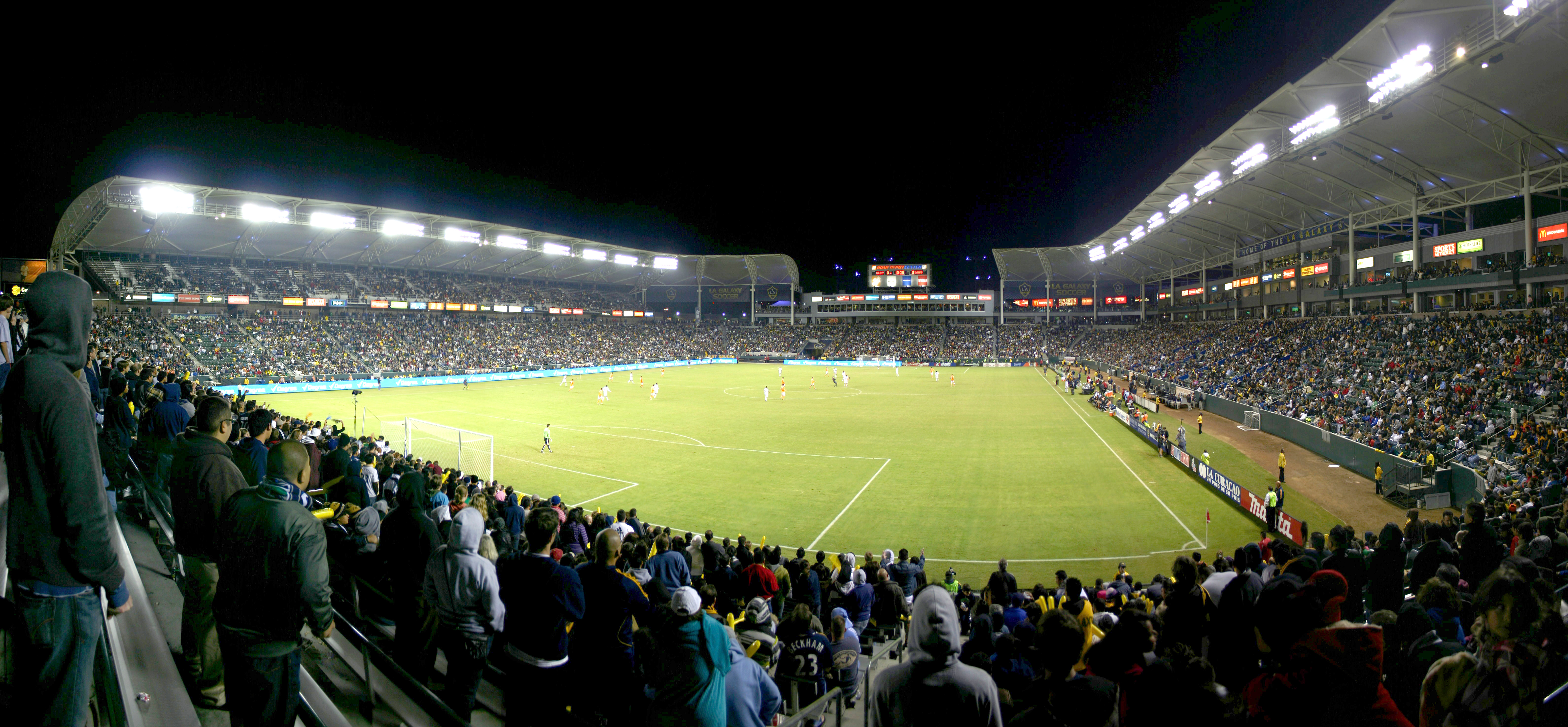
Home Depot Center

El Juego de las Estrellas de la Major League Soccer 2003 fue la octava edición del Juego de las Estrellas de la Major League Soccer, se jugó el 2 de agosto de 2003 donde participaron el equipo de las estrellas de la MLS y Guadalajara de México. El partido se disputó en el Home Depot Center en Carson, California.
El equipo de las estrellas de la MLS se quedó con el juego luego de derrotar al club mexicano por 3-1.
| Bandera de Estados Unidos | vs. | Bandera de México |
| Major League Soccer 3     | vs. | Guadalajara 1     |

## El partido
| 2 de agosto | Major League Soccer                | 3:1 (0:0) | Guadalajara | Home Depot Center, Carson, California                   |                                                         |
|             | Razov 57' · Ruiz 68' · Beasley 83' | Reporte   | Garcia 66'  | Asistencia: 27 000 espectadores Árbitro(s): Kevin Terry | Asistencia: 27 000 espectadores Árbitro(s): Kevin Terry |